# Hiroyuki Kimura
Hiroyuki Kimura (né le 1er juin 1965) est un créateur de jeu vidéo japonais ayant fait sa carrière chez Nintendo.

## Carrière
Hiroyuki Kimura nait le 1er juin 1965 à Ichikawa. Il est embauché chez Nintendo et est intégré à l'unité Nintendo Research and Development 1 dirigée par Gunpei Yokoi.
Son premier travail avéré sur un jeu vidéo est Metroid II: Return of Samus sur Game Boy (1991). Il en dirige la création avec Hiroji Kiyotake sous la production de Yokoi. Peu après son travail sur Super Metroid en 1994, il est transféré dans le studio Nintendo EAD de Shigeru Miyamoto.
Au début des années 2000, il travaille sur une série de remakes d'anciens jeux Super Mario qui sortent sur Game Boy Advance sous le nom de Super Mario Advance. Il tient le poste de directeur artistique puis celui de directeur sous la production de Shigeru Miyamoto puis de Takashi Tezuka. Il dirige ensuite le nouvel épisode de la série de jeux de plates-formes Yoshi sur Nintendo DS, Yoshi Touch and Go avec le producteur Tezuka.
En 2005 il est promu directeur au sein de Nintendo EAD puis sera nommé manager de l'équipe EAD Software Group No. 4. Il produit alors les jeux d'entrainement Cérébrale Académie et sa suite Cérébrale Académie Wii, de nouveaux types de produits qui connaissent un succès certain. Il produit aussi un nouveau jeu inspiré des anciens succès en 2D de la série Super Mario, New Super Mario Bros.. Lors du développement, il collabore notamment avec le producteur Takashi Tezuka et le directeur de création Shigeyuki Asuke. Le succès est énorme avec plus de 20 millions d'exemplaires vendus autour du monde. Il continue avec la production de remakes d'anciens jeux GameCube dans la gamme Nouvelle façon de jouer ! pour la Wii, comme les deux jeux Pikmin.
Dernièrement il a produit le jeu New Super Mario Bros. Wii, une suite spirituelle à New Super Mario Bros. sur Wii, particulièrement orientée pour le multijoueur. Créé de nouveau avec Tezuka, Asuke et son équipe, le jeu connait un gros succès.

## Travaux
- 1991 : Metroid II: Return of Samus, codirecteur[2]
- 1994 :  Super Metroid, création des décors[3]
- 1996 : Wave Race 64
- 2001 : Super Mario Advance, directeur artistique[4]
- 2001 : Super Mario World: Super Mario Advance 2, directeur[5]
- 2001 : Mario Kart Super Circuit, superviseur[6]
- 2002 : Yoshi's Island: Super Mario Advance 3, directeur[7]
- 2003 : Super Mario Advance 4: Super Mario Bros. 3, directeur[8]
- 2005 : Yoshi Touch and Go, directeur[9]
- 2005 : Cérébrale Académie, producteur[10]
- 2006 : New Super Mario Bros., producteur[11]
- 2007 : Cérébrale Académie Wii, producteur[12]
- 2008 : Pikmin, producteur[13]
- 2008 : Donkey Kong: Jungle Beat (remake sur Wii), producteur[14]
- 2009 : Pikmin 2, producteur[15]
- 2009 : New Super Mario Bros. Wii, producteur[16]